# Jaquel Spivey
Jaquel Spivey (Raleigh, 13 de noviembre de 1998) es un actor estadounidense. Ganó un premio Drama Desk al mejor actor en un musical y recibió una nominación al premio Tony al mejor actor principal en un musical por su papel protagónico como Usher en la producción teatral de Broadway de A Strange Loop en 2022. También obtuvo una nominación al premio Grammy por la grabación del elenco del programa.

## Vida y carrera
Spivey creció en Raleigh, Carolina del Norte, criado por una madre soltera, antes de mudarse a Nueva Jersey para vivir con su tía. Se graduó de Montclair High School en Montclair, Nueva Jersey. Asistió a la Universidad Point Park en Pittsburgh, Pensilvania, y se licenció en teatro musical en mayo de 2021. En Point Park, interpretó a Louis en una producción de Sunday in the Park with George.
Después de que Larry Owens dejara A Strange Loop luego de su presentación Off-Broadway, Spivey fue elegido como Usher en julio de 2021 cuando el espectáculo se transfirió a Woolly Mammoth Theatre Company en Washington D. C., para una prueba de siete semanas. Luego, el show se trasladó a la ciudad de Nueva York en el Lyceum Theatre, y Spivey hizo su debut en Broadway con la inauguración de la producción en abril de 2022. A Strange Loop obtuvo 11 nominaciones a los premios Tony en 2022, incluida una al Mejor Actor en un Musical por la actuación de Spivey. Spivey, como vocalista principal, y el resto del elenco recibieron una nominación al premio Grammy al mejor álbum de teatro musical. Spivey ganó el premio Drama Desk al mejor actor en un musical, También fue nominado a un premio a la interpretación distinguida en los premios Drama League, y ganó los premios Outer Critics Circle como actor destacado en un musical y fue honrado con un Premio Mundial del Teatro. A Strange Loop cerró en Broadway en enero de 2023.
En diciembre de 2022, Spivey fue elegido como Damien en la adaptación cinematográfica del espectáculo de Broadway Mean Girls.

## Filmografía

### Películas
| Año  | Título     | Papel  |
| ---- | ---------- | ------ |
| 2024 | Mean Girls | Damien |

### Teatro
| Año       | Título         | Papel | Notas                    |
| --------- | -------------- | ----- | ------------------------ |
| 2022-2023 | A Strange Loop | Usher | Lyceum Theatre, Broadway |